# 伊藤田インターチェンジ
伊藤田インターチェンジ（いどうだインターチェンジ）は、大分県中津市に位置する中津日田道路のインターチェンジである。

## 道路
- 中津日田道路（3番）

## 接続する道路
- 国道10号中津バイパス

## 隣
中津日田道路
(2) 犬丸IC - (3) 伊藤田IC - (4) 三光下秣IC

## 最寄りの施設
- 中津市役所三光支所
- イオン三光ショッピングセンター
- セントラルシネマ三光
- 道の駅なかつ
- 中津市医師会総合検診センター
- 中津少年学院
- ダイハツ九州アリーナ
- 中津カントリークラブ